# Nevidzany (Prievidza)
Nevidzany es un municipio del distrito de Prievidza en la región de Trenčín, Eslovaquia, con una población estimada a final del año 2024 de 298 habitantes.
Se encuentra ubicado al este de la región, cerca del río Nitra (cuenca hidrográfica del Danubio) y de la frontera con las regiones de Banská Bystrica y Žilina.

## Demografía
| Año        | 1994 | 2004    | 2014    | 2024    |
| ---------- | ---- | ------- | ------- | ------- |
| Población  | 301  | 297     | 305     | 298     |
| Diferencia |      | −1,32 % | +2,69 % | −2,29 % |

| Año        | 2023 | 2024    |
| ---------- | ---- | ------- |
| Población  | 301  | 298     |
| Diferencia |      | −0,99 % |